# شولا كيشت
شولا كيشت (بالعبرية: שולה קשת؛ مواليد 2 أغسطس، 1959) هي ناشطة سياسية وسيدة أعمال واجتماعية إسرائيلية، ونسوية مزراحية، فنانة، معلمة، وناشرة، ومديرة تنفيذية وأحد مؤسسي الحركة النسوية المزراحية، «أختي – للنساء في إسرائيل».
كيشت هي شخصية بارزة في صراع المقيمين في جنوب تل أبيب ضد ترحيل طالبي اللجوء الأفارقة، وهي تقود حركة الاحتجاجات ضد محطة باصات تل أبيب المركزية منذ عام 1980، الوقعة في حي نفيه شعنعان، والتي تساهم في الجرائم، التلوث، الضوضاء، الازدحام والمخدرات. قامت بتأسيس بيت أختي، وهو المقر الرئيسي لحركة أختي، والذي يستخدم أيضًا كمركز اجتماعي وثقافي، معلوماتي وتعليمي، معرض للفنون، والكثير. قاد تأسيس متجر أختي للتجارة العادلة، والذي يعمل على توفير وظائف ودخل لنساء من مجتمعات مهمشة. وأسست مهرجان ليبي بيمزراخ (قلبي في الشرق) للثقافة المزراحية، وتدير عدة مبادرات أخرى بهدف التواصل بين نساء من مجتمعات مضطهدة أخرى، وتوفير وسائل التمكين والمساعدة الاجتماعية، السياسية، والقانونية لهن.
تتركز أعمال كيشت الفنية على هويتها كنسوية مزراحية، ويجمع عملها كقًيّمة ومنتجة بين النساء من العرق العربي (من اليهوديات، المسلمات أو المسيحيات) وتساعدهن للإخبار بقصصهن.
في شهر مايو من عام 2018، تم انتخاب كيشت كرئيسة لجنة الحي في نفيه شعنعان، وفي نوفمبر من عام 2018 تم انتخابها لمجلس مدينة تل أبيب.

## خلفيتها
تنحدر كيشت من يهود مشهد الإيرانيين. نشأت في تل أبيب، وارتادت إحدى مدارسها، ولا تزال تعيش وتعمل هناك. كانت جدتها حنة كالاتي مُنَظِّمة مجتمع قامت بتأسيس "بيت الأمهات في جنوب تل أبيب، لتوفر للنساء المشهديات الكبيرات في السن مساحة آمنة ومنفذًا اجتماعيًا. وكانت والدتها مازال كاشي ممرضة تعمل لصالح سكان الحي، وتقوم بجولات كمتطوعة لتوفير التطعيمات المجانية للجميع.
تلقت كيشت شهادة تعليمها ومن ثم في بداية الثمانينات دَرَّسَت الفن في كلية الفنون في رامات هاشارون. وبعد ذلك، دَرَّسَت في عدة مدارس ابتدائية ومتوسطة في تل أبيب ويافا، مع تقديم دورات في الفن وورشات عمل في المراكز المجتمعية.
تركت كيشت التدريس في عام 1991 وأصبحت مديرة في مركز ميلو للطفولة المبكرة في حي ياد إلياهو في تل أبيب. وتم إنشاء المركز كمشروع مشترك من قبل البلدية ووزارة التعليم. وازدهر المركز وبقيت هي في هذا المركز لعشر سنوات. وقد زار المركز أكثر من 1000 طفل من الأحياء المنكوبة في جنوب تل أبيب كل شهر، وتم تعريفهم على الفن متعدد الاختصاصات والابداع.
كان لدى تعليم كيشت الرسمي للفن تأثيرات على عكس ما كانت ترغب، وكادت كيشت بسببه أن تتخلى عن كونها فنانة. وشعرت أن الخطاب الفني المقبول ليس له علاقة بها، ولا بالمجتمع الذي عاشت ومثلت فيه، ولكنه عكس بالأحرى الخطاب الاجتماعي المهيمن، مُسلطًا الضوء على الفن الأوروبي والفنانين من أصل أوروبي، غير معطية مساحة للمزراحيين، العرب أو غيرهم من غير الفنانين البيض والفن الابيض.
ومع ذلك، أشعل تدريس الفن شرارة الإبداع في كيشت من جديد، وبدأت بعمل الفن مرة أخرى. وكان هذا حقيقيًا بعدما التقت كيشت بتكفا ليفي، التي بدأت بالتعاون معها. وكان أحد المشاريع الكبيرة هو إنشاء مشروع فن وسينما في نظام التعليم المزراحي الذي كانت تديره ليفي. وأخذ وعي كيشت الاجتماعي والسياسي بالنمو والتشكل في هذه السنين، وتعاملت ورشات العمل والدورات التي كانت من ضمن البرنامج مع مشاكل مثل الهوية، التاريخ، المجتمع كأصل ثقافي، الجنس، والسياسة.

## نشاطها السياسي والاجتماعي
يمتد عمل حياة كيشت لخلق تغيير اجتماعي على مدار ثلاثة عقود، والذي حدث في المحيط الاجتماعي والثقافي لإسرائيل. فهي تعمل في نقاط التقاطع حيث تلتقي نساء من مجتمعات مهمشة: المزراحيين، الفلسطينيين، المهاجريين من الاتحاد السوفييتي، الأثيوبيين، طالبي اللجوء، والمهاجرين لغرض العمل. ومن وجهة النظر هذه، كيشت هي أحد المؤثرات الرئيسية على نمو الخطاب النسوي الذي ينظم تقاطع أشكال التمييز (التقاطعية)، ومن ضمنها ما يبنى على الجنس، العرق، الثقافة، المرتبة الاقتصادية، الموقع الجغرافي وإمكانية الوصول للموارد؛ وأيضًا تقديم هذا الخطاب إلى النسوية البيضاء المهيمنة.